# Scintilacija
Scintilacija ili svjetlucanje je pojava u nuklearnoj fizici i fizici elementarnih čestica da neki materijali (scintilatori), kada su ozračeni ionizirajućim zračenjem stvaraju fotone vidljive svjetlosti. Materijali mogu biti u rasponu od relativno malog do velikog atomskog broja Z. Stoga su pogodni i za detekciju električki nabijenih čestica (alfa-čestice, beta-čestice), ali i za vrlo prodorne gama zrake. Naime, upadno zračenje proizvodi ionizaciju i pobuđenje atoma.
Deekscitacija ili prelazak iz pobuđenog u normalno stanje se djelomično odvija preko direktnog međudjelovanja s kristalnom rešetkom scintilatora, dakle bez emisije fotona, ali djelomično i preko posebnih centara, koje su stvorili aktivatori emisijom svjetlosti (fotona). Zbog toga su svi scintilatorski kristali pobuđeni nekim dodatnim elementom (aktivatorom). Npr. natrijev jodid (aktiviran talijem) NaI(Tl), CsI(Tl), ZnO(Ga), bizmutov germanat Bi4Ge3O12 (BGO) su samo neki od brojnih scintilatorskih kristala. Pored anorganskih kristala kao scintilatori se mogu upotrebljavati plastični scintilatori ili organski scintilatori. Mogu se lako nabaviti u velikim zapreminama i lako ih je prilagoditi raznim geometrijskim uvjetima mjerenja. 
Važna karakteristika scintilatorskih detektora je razmjernost dobivene amplitude scintilacija i energije upadne čestice. To ih čini pogodnim za razlikovanje energije upadnog zračenja. U današnjim modernim scintilacijskim detektorima dobiveni svjetlosni puls ne promatra se okom kao u prvim danima njihove primjene. Oni sadrže poseban uređaj fotomultiplikator, koji nastalo svjetlo pretvara u električni signal, čija se amplituda dalje analizira u modernim elektroničkim uređajima. Fotomultiplikator je preko svjetlovoda vezan za kristal. Na fotokatodi se optički fotoni pretvaraju u elektrone. Fotomultiplikator ubrzava "primarne" elektrone s foto-katode i pri tom se njihov broj umnožava. Na izlazu dobijemo snažan električni signal razmjeran amplitudi svjetla (scintilacija), dakle energiji upadne čestice. Elektroni s fotokatode udaraju u prvi red dioda, te se umnožavaju ili multipliciraju. Cijeli proces se nastavlja do kolektora.
Scintilacije su povijesno bile prvi pokazatelj postojanja nevidljivog ionizirajućeg zračenja, paralelno s otkrićem rendgenskog zračenja (fluorescencija zastora obasjanog rendgenskim zrakama). Suvremeni scintilacijski detektori, standardni su detektori za gama zrake. Najveći dio prodornih gama zraka bi kroz plinske brojače prošao bez ikakvog međudjelovanja, dakle neregistriran. Stoga je za detekciju gama zraka potreban gusti medij. Scintilacijski se detektor sastoji od tijela scintilatora, tvari u kojima postoje centri scintilacija, koji se pune interakcijom s ionizirajućim zračenjem i relaksiraju nakon vrlo kratkog vremena (10-8 s) emitiranjem bljeska karakterističnog za materijal scintilatora.

## Vrste scintilacija
Ako je scintilator od natrijeva jodida dopiranog talijem -NaI(Tl), koji je standardni materijal scintilatora gama detektora, njegova je efikasnost oko 13%. To znači da je za jedan foton bljeska energije 2,8 eV potrebno utrošiti oko 21 eV. Scintilator mora biti proziran za valnu duljinu bljeska, tako da fotoni bljeska putuju po scintilatoru, reflektiraju se od zrcala s kojim je scintilator okružen sve dok njih oko 75% ne dospije na fotokatodu fotomultiplikatora koji je pridružen tijelu scintilatora. Fotokatoda, kako joj ime kaže, ima ulogu izbacivanja elektrona pri apsorpciji fotona bljeska. Fotomultiplikator je uređaj koji multiplicira s velikim faktorom multiplikacije (107 – 108) početni broj fotoelektrona. Konačni rezultat je naponski puls čija je veličina proporcionalna energiji apsorbirane gama zrake. Ako je foton gama zrake bio apsorbiran fotoefektom naponski puls odgovarat će punoj energiji gama fotona, ako se radilo o Comptonovom raspršenju, naponski puls može odgovarati punoj energiji, ali i samo energiji raspršenog elektrona, jer raspršeni foton može bez interakcije izaći iz tijela scintilatora. Još je veće šarenilo posljedica tvorbe parova elektron-pozitron, jer mogu oba ili samo jedan foton nastao anihilacijom pozitrona, izaći iz tijela scintilatora. Stoga tumačenje dobivenog spektra, nakon što dobiveni pulsevi prođu analizator, zahtjeva stručnost opažača.
Osim natrijeva jodida kao materijal scintilatora u primjeni su i još neki drugi halogenidi (cezijev i litijev), koji spadaju u neorganske scintilatore, a primijenjuju se i organski scintilatori u tekućem stanju ili u obliku plastike.
Poluvodički detektori (posebno je istaknut germanijski detektor) najbolji su detektori gama zraka, kako zbog efikasnosti, tako i zbog razlučivanja bliskih energija. Vrlo pojednostavljen opis principa rada, je sljedeći: germanij, čist (intrisični) ili dopiran litijem - Ge(Li) formiran je u veliku PN diodu dopiranjem s atomima donora i akceptora. Između N-tipa i P-tipa germanija formira se osiromašeni sloj u kojem nema slobodnih nositelja naboja, kako elektrona tako i šupljina. Dodatno jako vanjsko električno polje proširuje spomenuti sloj i još ga čisti od slobodnih nositelja naboja, koji nastaju termičkim gibanjem atoma germanija. Stoga je, da bi se optimiralo mjerenje i smanjio šum izazvan termičkim gibanjem, tijekom mjerenja potrebno držati germanij na niskoj temperaturi tekućeg dušika (oko –200 °C). Apsorpcija gama zrake unutar osiromašenog područja s nekim od tri glavne interakcije, rezultira formiranjem parova elektron–šupljina, koji se priključuju N i P područjima formirajući na taj način kratki električni signal, kojeg pojačava, analizira i registrira nuklearna instrumentacija. Uočljiva je znatno veća razlučivost (rezolucija) poluvodičkog germanijskog detektora.

## Povijest
Prvi uređaj za promatranje radioaktivnih zraka je konstruirao William Crookes 1903. i nazvao ga spintariskop (grčki spinter znači iskra). On se sastoji od metalnog valjka duljine oko 40 mm, na čijem dnu se nalazi fluorescentni zaslon prevučen slojem cinkovog sulfida (ZnS). Scintilacije nastaju zbog toga što alfa-čestice, kao i druge vrste ionizirajućeg zračenja, nailaskom na atome cinkovog sulfida predaju im svoju energiju. Zbog toga atomi se pobuđuju, te zrače luminiscentnu svjetlost. Na taj način pri svakom udaru alfa-čestice ili neke druge ionizirajuće čestice, na zaslonu se pojavi bljesak svjetlosti u vidu iskre, koja se odmah ugasi.